# Keisuke Nishimura
Keisuke Nishimura (jap. 西村 慧祐, Nishimura Keisuke; * 19. Februar 1998 in der Präfektur Chiba) ist ein japanischer Fußballspieler.

## Karriere
Keisuke Nishimura erlernte das Fußballspielen in der Jugendmannschaft der Kashiwa Eagles, in der Schulmannschaft der Narashino High School sowie in der Universitätsmannschaft der Senshū-Universität. Von Ende Juli 2019 bis Saisonende wurde er von der Universität an Ōmiya Ardija ausgeliehen. Der Verein aus Saitama spielte in der zweiten japanischen Liga, der J2 League. Nach der Ausleihe wurde er Anfang 2020 von Ardija fest verpflichtet. Sein Zweitligadebüt gab er am 27. Juni 2020 im Auswärtsspiel gegen JEF United Ichihara Chiba. Hier stand er in der Startelf und spielte die kompletten 90 Minuten. Im Februar 2023 wechselte er auf Leihbasis zum ebenfalls in der zweiten Liga spielenden Montedio Yamagata. Für den Verein aus Tendō bestritt er 31 Zweitligaspiele. Nach der Ausleihe wurde Nishimura am 1. Februar fest von Yamagata unter Vertrag genommen.